# River Lea (Lied)
River Lea ist ein Lied der britischen Sängerin Adele. Es erschien im November 2015 als Teil ihres dritten Studioalbums 25

## Hintergrund
Das Lied wurde von der Interpretin selbst, zusammen mit Brian Burton (DJ Danger Mouse), geschrieben beziehungsweise komponiert. Danger Mouse zeichnete darüber hinaus für die Produktion verantwortlich.
Die Erstveröffentlichung von River Lea erfolgte als Teil von Adeles dritten Studioalbum 25 am 20. November 2015 durch XL Recordings. Das englischsprachige Lied ist im 4⁄4-Takt gehalten, hat ein Tempo von 81 Schlägen von Minute und ist in der Tonart es-Moll gespielt.

## Inhalt
Inhaltlich geht es um den River Lea, der sich in der Nähe von Adeles Geburtsort Tottenham, ein Stadtteil in Nordlondon, befindet.
In einem Interview zu diesem Lied sagte Adele:

“A lot of my life was spent walking alongside the River Lea to go and get somewhere else.”

„Einen Großteil meines Lebens habe ich damit verbracht, am River Lea entlang zu laufen, um irgendwo anders zu sein.“

## Rezeption

### Charts und Chartplatzierungen
Obwohl River Lea nicht als Single erschien, stieg es für eine Woche in die deutschen Singlecharts ein und belegte dabei am 27. November 2015 Rang 97. Darüber hinaus erreichte es Rang fünf in Finnland sowie Rang 80 in Frankreich.
| ChartsChartplatzierungen | Höchstplatzierung | Wochen |
| ------------------------ | ----------------- | ------ |
| Deutschland (GfK)        | 97 (1 Wo.)        | 1      |

### Auszeichnungen für Musikverkäufe
| Land/Region                  | Auszeichnungen für Musikverkäufe (Land/Region, Auszeichnung, Verkäufe) | Verkäufe |
| ---------------------------- | ---------------------------------------------------------------------- | -------- |
| Vereinigtes Königreich (BPI) | Silber                                                                 | 200.000  |
| Insgesamt                    | 1× Silber ·                                                            | 200.000  |

Hauptartikel: Adele (Sängerin)/Auszeichnungen für Musikverkäufe